# Педро Новаес
Педро Пенья Спіллер Новаес (порт. Pedro Pena Spiller Novaes; нар. 17 жовтня 1996, Ріо-де-Жанейро, Бразилія) — бразильський актор, модель і співак.

## Біографія
він є сином акторів Марселу Новаеса і Летиції Спіллер. Він має двох зведених братів, Діого Бета Новаес і Стеллу Спіллер Лурейро. 
У 2008 році він став барабанщиком групи Запобіжник, групи, яку він створив разом зі своїм братом Діого та друзями Хосе, Гільєрме та Феліпе. У 2012 році він пройшов прослуховування, щоб приєднатися до акторського складу «Тренування: Інтенсивний, як життя», навіть склавши тест, але відмовився від ролі, оскільки спочатку мав намір закінчити навчання, а потім інвестувати в артистичну кар’єру. У 2012 році він дебютував як актор у кіно, зігравши Жоаозіньо в короткометражному фільмі «Жоаозиньо де Карне Оссо». У 2014 році він зіграв Бонітао в дитинстві в повнометражному фільмі «О Весілля Горетт». Обидва фільми були спродюсовані його матір’ю Летіцією Спіллер.
У 2016 році він дебютував на телебаченні, взявши участь у 6-годинній теленовели «Сонце, що сходить» як Вітторіо. За сюжетом він зіграв персонажа, якого зіграв його батько Марчелло Новаес, коли він був молодим, у сцені спогадів. У 2018 році пісня «ланцюг» його гурту увійшла до саундтреку дев’ятої мильної опери «Сьомий охоронець». У 2019 році він приєднався до акторського складу «Тренування: всіляко любити», зігравши головного героя Філіпе.

## Особисте життя
У 2017-2019 роках він два роки зустрічався зі стилістом Айседора Алвес.

## Фільмографія
| Рік       |   | Українська назва                | Оригінальна назва              | Роль                           |
| --------- | - | ------------------------------- | ------------------------------ | ------------------------------ |
| 2012      | ф | Жоаозиньо де Карне Оссо         | «Joãozinho de Carne Osso»      | Жоаозиньо                      |
| 2013      | ф | Аурелія                         | «Aurélia»                      | Матвій (дитина)                |
| 2014      | ф | Одруження Горете                | «O Casamento de Gorete»        | красивий (молодий)             |
| 2016      | с | Сонце, що сходить               | «Sol Nascente»                 | Вітторіно де Анджелі (молодий) |
| 2019—2020 | с | Тренування: всі способи кохання | «Malhação: Toda Forma de Amar» | Філіпе Пінейру Енрікес         |
| 2020      | с | 220 Вольт: Натальний спец       | «220 Volts: Especial de Natal» | Педро                          |
| 2022      | ф | розшук                          | «Procura-se»                   | Маркус Кассані                 |

## Примітка
1. ↑  Pedro Novaes vira favorito da moda e gerencia sua 'carreira' de modelo (pt-BR) . O Globo. 19 березня 2018. Процитовано 28 квітня 2019.
2. ↑  'Tenho o privilégio de ter os dois como pais', diz Pedro Novaes (pt-BR) . O Dia - Diversão. Процитовано 11 травня 2019.
3. ↑  Pedro Novaes comenta sucesso como o Filipe em 'Malhação' e revela que está solteiro (pt-BR) . Gshow. Процитовано 29 травня 2019.